# Henry Patta
Henry Patta (n. Río Verde, Ecuador; 14 de enero de 1987) es un futbolista ecuatoriano. Juega de centrocampista y su equipo actual es Gualaceo Sporting Club de la Serie A de Ecuador.

## Trayectoria

### El Nacional (2006)
Inició su trayectoria como jugador juvenil de El Nacional desde el 2006.

### Aucas (2007)
Luego Patta pasó a formar parte del Aucas en el año 2007.

### Vuelta a El Nacional (2008-2010)
Regresó a El Nacional en el año 2008, jugó la Copa Libertadores 2009 con los puros criollos.

### Grecia de Chone (2010)
En el 2010 fue cedido al Grecia de Chone.

### Universidad Católica (2011-2014)
Al año siguiente fue contratado por la Universidad Católica, club en el que militó la temporada 2014.
En la Universidad Católica quedó como uno de los goleadores del equipo camarata en los años 2013 y 2014. 

### Barcelona (2015)
En diciembre de 2015 es anunciado como nuevo refuerzo del Barcelona Sporting Club, equipo de Guayaquil.

### Cobreloa (2016)
En el 2016 emprendió una nueva aventura, esta vez al fútbol chileno, a un importante equipo, Club de Deportes Cobreloa. Club que es reconocido en el mencionado país y que aquel año disputó la Primera B.

### Gualaceo (2022-Act
En 2022 fue fichado por el club recién ascendido a Primera Categoría, Gualaceo Sporting Club. Debido a sus buenas participaciones en el equipo del jardín azuayo siendo parte importe en el rol titular para mantenerse en la Serie A, fue renovado para la temporada 2023.

## Vida personal
Es hermano del también futbolista, Elvis Patta.

## Estadísticas

### Clubes
Actualizado al último partido disputado el 2 de diciembre de 2023.
| Club                            | Temporada     | Liga  | Liga  | Copas nacionales | Copas nacionales | Copas internacionales | Copas internacionales | Total | Total |
| Club                            | Temporada     | Part. | Goles | Part.            | Goles            | Part.                 | Goles                 | Part. | Goles |
| ------------------------------- | ------------- | ----- | ----- | ---------------- | ---------------- | --------------------- | --------------------- | ----- | ----- |
| El Nacional · Ecuador           | 2006          | 10    | 0     | —                | —                | —                     | —                     | 10    | 0     |
| Aucas · Ecuador                 | 2007          | 33    | 9     | —                | —                | —                     | —                     | 33    | 9     |
| Aucas · Ecuador                 | Total         | 33    | 9     | 0                | 0                | 0                     | 0                     | 33    | 9     |
| El Nacional · Ecuador           | 2008          | 11    | 1     | —                | —                | —                     | —                     | 11    | 1     |
| El Nacional · Ecuador           | 2009          | 7     | 0     | —                | —                | —                     | —                     | 7     | 0     |
| El Nacional · Ecuador           | 2010          | 0     | 0     | —                | —                | —                     | —                     | 0     | 0     |
| El Nacional · Ecuador           | Total         | 28    | 1     | 0                | 0                | 0                     | 0                     | 28    | 1     |
| C. D. Grecia · Ecuador          | 2010          | 11    | 0     | —                | —                | —                     | —                     | 11    | 0     |
| C. D. Grecia · Ecuador          | Total         | 11    | 0     | 0                | 0                | 0                     | 0                     | 11    | 0     |
| Universidad Católica · Ecuador  | 2011          | 38    | 14    | —                | —                | —                     | —                     | 38    | 14    |
| Universidad Católica · Ecuador  | 2012          | 39    | 12    | —                | —                | —                     | —                     | 39    | 12    |
| Universidad Católica · Ecuador  | 2013          | 41    | 10    | —                | —                | —                     | —                     | 41    | 10    |
| Universidad Católica · Ecuador  | 2014          | 41    | 12    | —                | —                | 4                     | 1                     | 45    | 13    |
| Universidad Católica · Ecuador  | Total         | 159   | 48    | 0                | 0                | 4                     | 1                     | 163   | 49    |
| Barcelona S. C. · Ecuador       | 2015          | 20    | 1     | —                | —                | 2                     | 0                     | 22    | 1     |
| Barcelona S. C. · Ecuador       | Total         | 20    | 1     | 0                | 0                | 2                     | 0                     | 22    | 1     |
| Cobreloa · Chile                | 2016          | 12    | 0     | 0                | 0                | 0                     | 0                     | 12    | 0     |
| Cobreloa · Chile                | Total         | 12    | 0     | 0                | 0                | 0                     | 0                     | 12    | 0     |
| Mushuc Runa · Ecuador           | 2016          | 21    | 5     | —                | —                | —                     | —                     | 21    | 5     |
| Delfín S. C. · Ecuador          | 2017          | 28    | 2     | —                | —                | —                     | —                     | 28    | 2     |
| Delfín S. C. · Ecuador          | 2018          | 42    | 3     | —                | —                | 5                     | 0                     | 47    | 3     |
| Delfín S. C. · Ecuador          | Total         | 70    | 5     | 0                | 0                | 5                     | 0                     | 75    | 5     |
| Mushuc Runa · Ecuador           | 2019          | 17    | 1     | 2                | 1                | 0                     | 0                     | 19    | 2     |
| Mushuc Runa · Ecuador           | Total         | 38    | 6     | 2                | 1                | 0                     | 0                     | 40    | 7     |
| Técnico Universitario · Ecuador | 2020          | 27    | 6     | —                | —                | —                     | —                     | 27    | 6     |
| Técnico Universitario · Ecuador | 2021          | 28    | 4     | —                | —                | —                     | —                     | 28    | 4     |
| Técnico Universitario · Ecuador | Total         | 55    | 10    | 0                | 0                | 0                     | 0                     | 55    | 10    |
| Gualaceo S. C. · Ecuador        | 2022          | 28    | 4     | 2                | 0                | —                     | —                     | 30    | 4     |
| Gualaceo S. C. · Ecuador        | 2023          | 27    | 1     | 0                | 0                | —                     | —                     | 27    | 1     |
| Gualaceo S. C. · Ecuador        | Total         | 55    | 5     | 2                | 0                | 0                     | 0                     | 57    | 5     |
| Total carrera                   | Total carrera | 481   | 85    | 4                | 1                | 11                    | 1                     | 496   | 87    |
| 1. 2.                           |               |       |       |                  |                  |                       |                       |       |       |

## Palmarés

### Campeonatos nacionales
| Título             | Club                 | Año  |
| ------------------ | -------------------- | ---- |
| Serie B de Ecuador | Universidad Católica | 2012 |